# Onii-chan wa oshimai!
Onii-chan wa oshimai! (jap. お兄ちゃんはおしまい!) – manga autorstwa Nekotofu. Jest publikowana online od 2017 roku, a od kwietnia 2019 ukazuje się również w magazynie „Gekkan Comic Rex” nakładem wydawnictwa Ichijinsha.
Na podstawie mangi Studio Bind wyprodukowało serial anime, który był emitowany od stycznia do marca 2023.

## Fabuła
Seria opowiada o Mahiro Oyamie, otaku mieszkającym ze swoją młodszą siostrą Mihari, która jest naukowcem. Pewnego dnia, w wyniku jednego z eksperymentów Mihari, budzi się jako młoda dziewczyna. Mahiro musi teraz nauczyć się żyć jako gimnazjalistka, jednocześnie nawiązując przyjaźnie w nowej szkole.

## Bohaterowie
- Mahiro Oyama (jap. 緒山 真尋 Oyama Mahiro)

Seiyū: Marika Kōno (drama CD, anime) 
Główny bohater serii, Mahiro, był wcześniej otaku mieszkającym ze swoją młodszą siostrą Mihari, dopóki nie został zamieniony w dziewczynę w wyniku jednego z jej eksperymentów. Po pewnym czasie zaczyna powtórnie chodzić do gimnazjum.
- Mihari Oyama (jap. 緒山 みはり Oyama Mihari)

Seiyū: Kaori Ishihara (drama CD, anime) 
Młodsza siostra Mahiro, która jest naukowcem. W wyniku jednego ze swoich eksperymentów zmieniła Mahiro w dziewczynę. Ze względu na swoją wysoką inteligencję, pominęła kilka klas i obecnie studiuje uniwersytecie.
- Kaede Hozuki (jap. 穂月 かえで Hozuki Kaede)

Seiyū: Hisako Kanemoto (drama CD, anime) 
Koleżanka Mihari, która chodziła z nią do tej samej klasy w czasach gimnazjum. Jest gyaru oraz starszą siostrą Momiji.
- Momiji Hozuki (jap. 穂月 もみじ Hozuki Momiji)

Seiyū: Minami Tsuda (drama CD, anime) 
Młodsza siostra Kaede i koleżanka z klasy Mahiro. Jest chłopczycą i bardzo podziwia Mahiro. Od kilku lat przyjaźni się z Asahi.
- Asahi Ōka (jap. 桜花 あさひ Ōka Asahi)

Seiyū: Kana Yūki (drama CD, anime) 
Koleżanka Mahiro z klasy. Ma energiczną osobowość oraz tendencję do słabych wyników w nauce. Nazywa też Mahiro wieloma przezwiskami.
- Miyo Murosaki (jap. 室崎 みよ Murosaki Miyo)

Seiyū: Natsumi Hioka (drama CD, anime) 
Koleżanka Mahiro z klasy, która jest zainteresowana tematyką yuri.

## Manga
Seria publikowana jest od 2017 za pośrednictwem serwisu Pixiv i innych platform, a od 27 kwietnia 2019 ukazuje się również w magazynie „Gekkan Comic Rex” wydawnictwa Ichijinsha. Pierwszy tom tankōbon został wydany 27 czerwca 2018. Według stanu na 27 września 2024, do tej pory opublikowano 9 tomów.
| Nr | Data wydania (język japoński) | ISBN (język japoński)  |
| -- | ----------------------------- | ---------------------- |
| 1  | 27 czerwca 2018               | ISBN 978-4-7580-6750-8 |
| 2  | 26 stycznia 2019              | ISBN 978-4-7580-6792-8 |
| 3  | 27 września 2019              | ISBN 978-4-7580-6828-4 |
| 4  | 27 lipca 2020                 | ISBN 978-4-7580-6883-3 |
| 5  | 27 maja 2021                  | ISBN 978-4-7580-6917-5 |
| 6  | 27 kwietnia 2022              | ISBN 978-4-7580-6977-9 |
| 7  | 7 stycznia 2023               | ISBN 978-4-7580-8400-0 |
| 8  | 27 listopada 2023             | ISBN 978-4-7580-8456-7 |
| 9  | 27 września 2024              | ISBN 978-4-7580-8582-3 |

## Anime
Adaptacja anime w oparciu o mangę została ogłoszona 22 kwietnia 2022. Za produkcję odpowiadało Studio Bind, za reżyserię Shingo Fujii, scenariusz napisała Michiko Yokote, postacie zaprojektował Ryo Imamura, muzykę zaś skomponowali Daisuke Achiba i Alisa Okehazama. Serial był emitowany od 5 stycznia do 23 marca 2023 w AT-X i innych stacjach. Motywem otwierającym jest „Identeitei Meltdown” (jap. アイデン貞貞メルトダウン) autorstwa P Maru-samy i Enako, natomiast końcowym „Himegoto * Cry Sisters” (jap. ひめごと＊クライシスターズ) w wykonaniu Mariki Kōno, Kaori Ishihary, Hisako Kanemoto i Minami Tsudy. Prawa do dystrybucji serii w wybranych regionach nabył Crunchyroll.

### Lista odcinków
| №  | Tytuł                                                             | Premiera         |
| -- | ----------------------------------------------------------------- | ---------------- |
| 1  | Mahiro to ikenai karada (まひろとイケないカラダ)                  | 5 stycznia 2023  |
| 2  | Mahiro to onnanoko no hi (まひろと女の子の日)                     | 12 stycznia 2023 |
| 3  | Mahiro to michi to no sōgū (まひろと未知との遭遇)                 | 19 stycznia 2023 |
| 4  | Mahiro to atarashii tomodachi (まひろとあたらしい友達)            | 26 stycznia 2023 |
| 5  | Mahiro to hodō to osasoi to (まひろと補導とお誘いと)              | 2 lutego 2023    |
| 6  | Mahiro to nidome no chūgakusei (まひろと二度目の中学生)           | 9 lutego 2023    |
| 7  | Mahiro to rōrupurei (まひろとロールプレイ)                        | 16 lutego 2023   |
| 8  | Mahiro to hajimete no joshikai (まひろとはじめての女子会)         | 23 lutego 2023   |
| 9  | Mahiro to nenmatsu nenshi (まひろと年末年始)                      | 2 marca 2023     |
| 10 | Mahiro to oppai to aidentiti (まひろとおっぱいとアイデンティティ) | 9 marca 2023     |
| 11 | Mahiro to joshi no tashinami (まひろと女子のたしなみ)             | 16 marca 2023    |
| 12 | Mahiro no oshimai to kore kara (まひろのおしまいとこれから)       | 23 marca 2023    |